# ДЭУ-48
ДЭ́У-48 — посёлок в Сызранском районе Самарской области, входит в состав сельского поселения Ивашевка.

## География
Посёлок находится на расстоянии примерно 2 км на север-северо-восток от северной границы города Сызрань, административного центра района.

## Население
| 2010 |
| ---- |
| 23   |

Постоянное население составляло 20 человек (русские 85 %) в 2002 году, 23 человека в 2010 году.